# Tåsinge
Tåsinge ist eine dänische Insel südlich von Fyn (deutsch Fünen). Der Name der Insel stammt von den früheren Bezeichnungen Thorsinge oder Thorsenge (wohl Bett des Thor).  Sie hat 6434 Einwohner (1. Januar 2023). Die beiden größten Städte auf Tåsinge sind Vindeby und Troense.
Die Insel teilt sich in drei Kirchspielsgemeinden (dän.: Sogn) auf: von Nord nach Süd Bregninge Sogn, Landet Sogn und Bjerreby Sogn. Bis 1970 gehörten sie zur Harde Sunds Herred im damaligen Svendborg Amt, danach zur Svendborg Kommune im Fyns Amt, die wiederum im Zuge der Kommunalreform zum 1. Januar 2007 in der erweiterten Svendborg Kommune in der Region Syddanmark aufgegangen ist.

## Geografie
Die Insel hat eine Fläche von etwa 70 km². Zwischen Tåsinge und Fünen verläuft der Svendborgsund. Westlich der Insel, zwischen der Insel Ærø und Tåsinge, liegen die kleinen Inseln Skarø, Drejø, Hjortø, Birkholm, Store- und Lille Egholm. Südlich von Tåsinge befindet sich die kleine Insel Strynø nebst der noch kleineren Strynø Kalv, südöstlich die kleine Insel Siø sowie östlich die wesentlich größere Insel Langeland. Nordöstlich von Tåsinge liegt die Insel Thurø.

## Vorgeschichte
Auf Tåsinge sind nicht viele Vorzeitdenkmäler bewahrt worden. Das größte ist der 7 m hohe Ingershøj aus der Bronzezeit. In der Nähe liegen sechs weitere Hügel. In dreien haben sich Urnen und Bronzegegenstände gefunden. Durch aktive Aufklärung wurden seit 1976 37 neue Schalensteine auf der Insel gefunden, die meisten in den Wäldern. Im Garten des Museums von Bregninge ist der am besten erhaltene Schalenstein zu sehen. Im Museum sind auch 5 von 13 so genannten „Lommeskålsten“ zu sehen. Kleine Steine, in die eine einzige Schale eingetieft ist und die als Amulette gedient haben können. Im Garten des Museums ist eine fast 3,0 m lange Steinkiste mit zwei Schwellensteinen aufgebaut. Die Kiste stammt ursprünglich aus einem 1974 ausgegrabenen Hügel bei Lundby auf Tåsinge. Neben dem Zahnschmelz eines Erwachsenen wurden in dem Grab eine Streitaxt, eine kleine Tasse aus der Dolchzeit und ein Feuersteindolch aus der älteren Bronzezeit gefunden.
Auf Tåsinge sind 45 Megalithanlagen der Trichterbecherkultur (TBK) registriert, aber nur wenige erhalten. In Ny Gesinge liegt der etwa 40 m lange Capeshøj. Hier ist die nahezu komplette Randsteineinfassung beeindruckend. In der Nähe liegen zwei verschlossene Megalithanlagen. 200 m westlich der Kirche von Bjerreby wurde eine der seltenen Steinkisten der Einzelgrabkultur ausgegraben. Wie die birnenförmigen Kammern der TBK, verengt sich die Anlage im Zugangsbereich.

## Kultur und Sehenswürdigkeiten

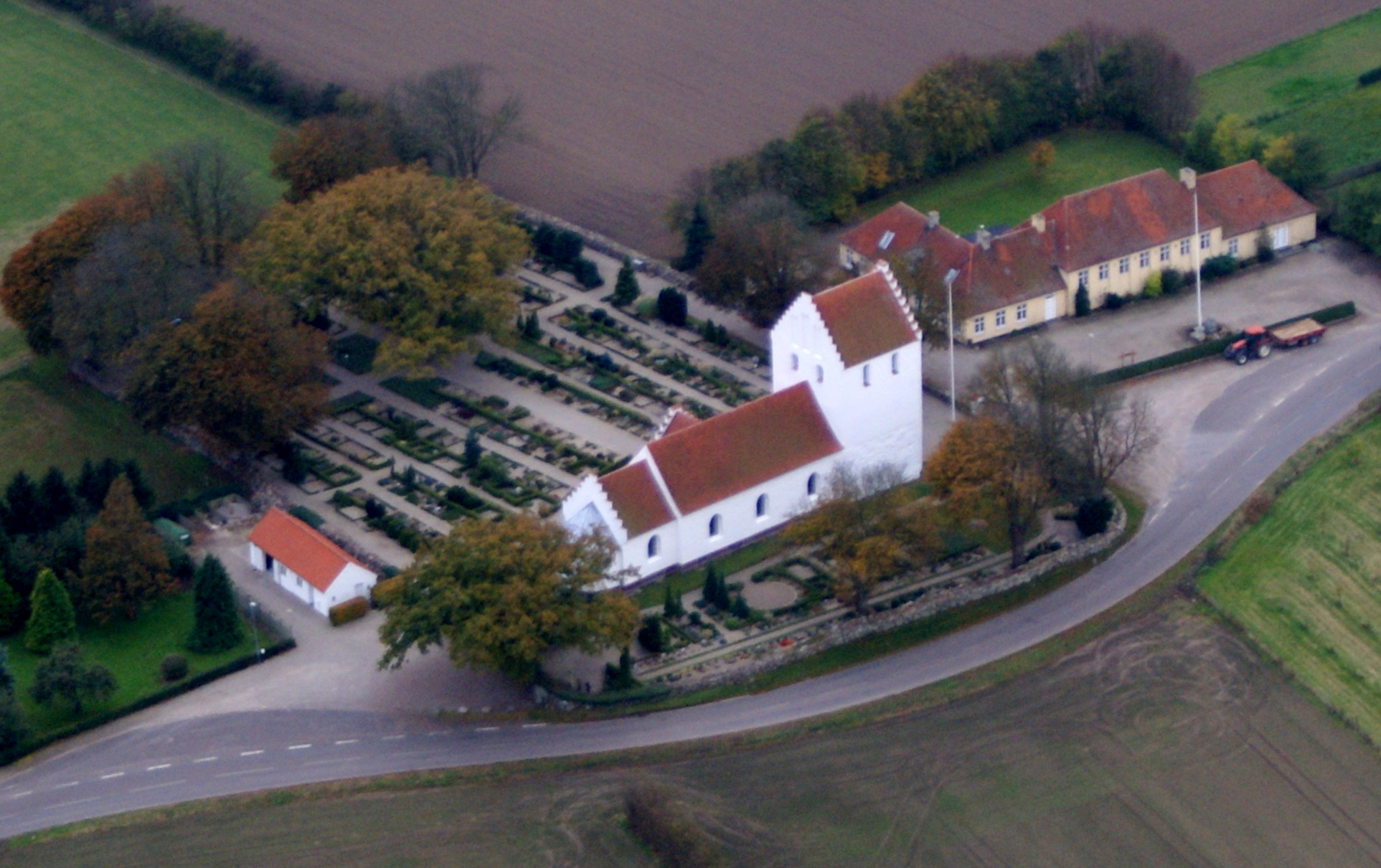
Sankt Jørgens Kirke

Auf Tåsinge befindet sich das Valdemars Slot, ein Schloss, das König Christian IV. zwischen 1639 und 1644 für seinen Sohn Waldemar Christian (1622–1656) erbauen ließ.
Auf dem Friedhof von Landet (dänisch: Landet kirkegård) liegen Elvira Madigan und Sixten Sparre begraben, eines der berühmtesten Liebespaare Skandinaviens, die 1889 im Nørreskov (Nordwald) erschossen aufgefunden worden waren.
Das im Westen der Insel liegende Tåsinge Vejle, ein Haff mit einer durchschnittlichen Tiefe von nur 0,6 m, beherbergt vor allem zur Brutzeit viele Vogelarten, die von einer Hütte im Osten des Feuchtgebiets beobachtet werden können.

## Verkehr und Infrastruktur
Im Norden ist die Insel durch die Svendborgsundbroen mit Svendborg und Fünen verbunden. Im Südosten führt die Siøsundbroen zur Insel Siø. Von dort führt die Langelandsbroen nach Langeland.
Der Ostseeküsten-Radweg (EuroVelo-Route 10) führt über die Insel und verbindet sie so u. a. mit Kopenhagen.